# 陳詔 (宣德進士)
陳詔（1392年—？），字廷詢，浙江處州府青田縣人，明朝政治人物。進士出身。

## 生平
浙江鄉試第七名。宣德五年（1430年）丁丑科會試第一名，殿試登進士第二甲第十五名。

## 家族
曾祖父陳俊卿。祖父陳德載。父亲陳榮與，曾任任寧國縣丞。